# Justus von Triest

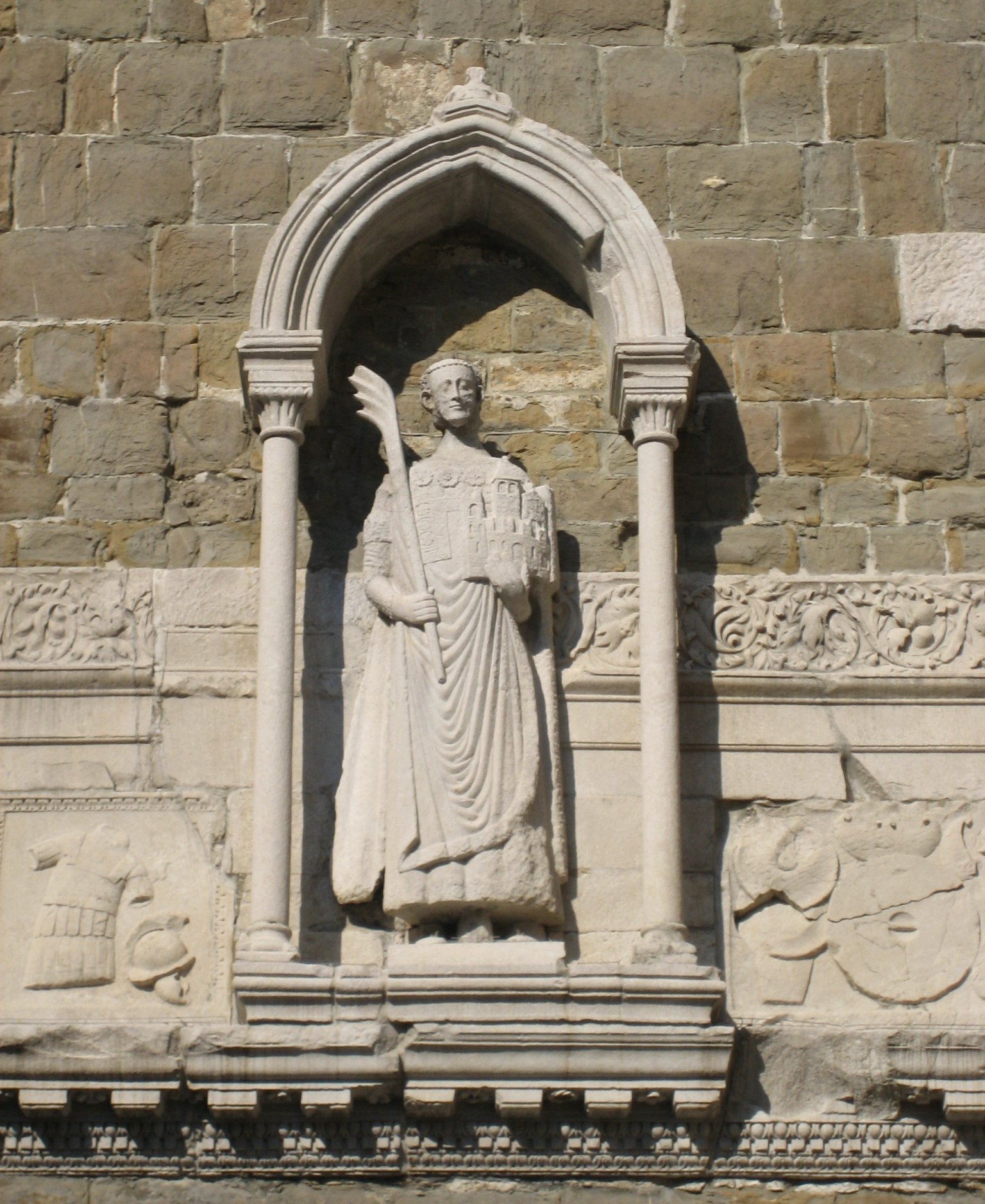
Statue des Heiligen Justus im Glockenturm der Kathedrale von San Giusto

Justus von Triest (italienisch San Giusto; † um 303 in Aquileia) ist ein heiliger Märtyrer und Schutzpatron der Diözese und der Stadt Triest (Gedenktag: 2. November).
Nachfolger des Evangelisten Markus verbreiten gegen Ende des 1. Jahrhunderts das Christentum in der Gegend um Aquileia. Die Mitglieder der neuen Gemeinde erwartete Verfolgung und Tod. So erlitt auch Justus das Martyrium in Aquileia. Dabei band man ihm Steine an Hände und Füße und warf ihn ins Meer. Trotz der Last wurde Justus kurze Zeit später in Triest ans Ufer gespült und von der dortigen Gemeinde begraben. 
Ursprünglich war Justus in Triest eine eigene Kirche geweiht, die im 14. Jahrhundert mit der benachbarten Parallelkirche der Heiligen Jungfrau Maria verbunden und zur heutigen Kathedrale San Giusto vereint wurde.
Die Darstellungen des Heiligen sind auf Triest, insbesondere auf San Giusto beschränkt. Das älteste Bild findet sich wohl im Apsismosaik von San Giusto aus dem 12. Jahrhundert. Hier erscheint er zusammen mit dem heiligen Servolus neben Christus in der Mandorla. Berühmt ist auch sein Bild auf einer Art Seidenikone (Seidenmalerei) aus dem 12. Jahrhundert, ein Bestandteil des Schatzes der Kathedrale San Giusto.
Die Feierlichkeiten in Triest finden am Folgetag, dem 3. November statt.